# Джагілія
Джагілі́я або джахілія (араб. جاهلية — невігластво) — епоха язичництва у ісламі. Також неісламські суспільства, держави, де не запроваджено принципів шаріату.
Термін, що позначає період часу до ісламу, а також релігійний стан мешканців Аравії до початку місії Мухаммеда. Висловлює важливу концепцію, що полягає в розриві з попередньою епохою, її ідеалами та звичаями. В етичному плані значить грубість, невпорядкованість життя, слабкість людей до пристрастей і є протилежністю хілму.

## Етимологія
Термін джагілія походить від кореня джагала (араб. جاهل) «бути неосвіченим, дурним, діяти нерозумно». Було висловлено припущення, що слово джагілія в Корані означає «неосвічені люди» всупереч традиційному ісламському тлумаченню «епоха невігластва» та науковому тлумаченню «невігластво» (дав.-гр. ἄγνοια). Основний аргумент полягає в тому, що закінчення -iyyah у ранній арабській мові позначає збірний іменник у множині, а не абстрактний іменник, як пізніше було сприйнято слово jahiliyya.

## Історія

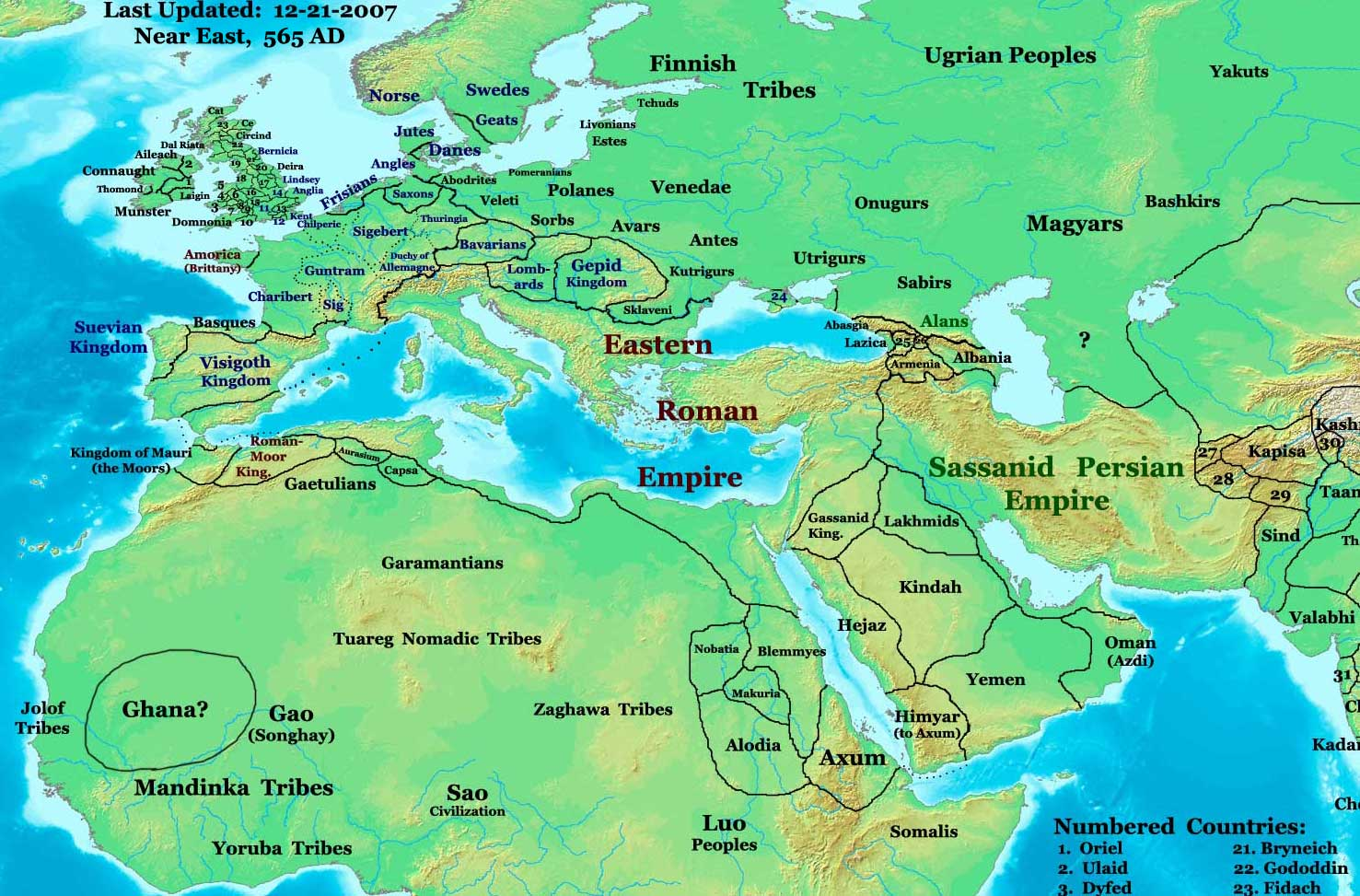
Аравія в VI столітті

Мозаїку стародавньої Аравії складали племінні союзи та карликові держави, якими керували різноманітні шейхи. Як це було типово для того часу, це були мілітаризовані суспільства, де всі чоловіки дорослого віку служили в війську. Крім того, такі держави не мали великого впливу на політичній арені свого регіону: вони виступали маленькими шестірнями політики сусідніх Єгипту та Ассирії, що, втім, не заважало їм ворогувати між собою.
Варто відзначити, що найбільшого успіху досягли південноарабські держави, зокрема Сабейське царство, Хім'яритська держава. Також цілком успішно існувало Набатейське царство на заході. Загалом, організовані племінні союзи не змінили способу життя арабів, які мали стійкі родоплемінні інститути. Поступово з поділом на племена, розвитком влади, розрізненням функцій її гілок, прийшов територіально-адміністративний поділ. Міста, що вже утворилися до того часу, ставали самостійними, водночас входячи в племінне об'єднання.
Релігія Стародавньої Аравії була політеїстичною, причому не існувало жодного єдиного, більш менш уніфікованого пантеону. В тій чи іншій місцевості існували культи певних богів, які, в цілому, по функціям не відрізнялись від подібних язичницьких культів. Наприклад, Душара у набатеїв. 
Чільне місце в суспільстві посідала торгівля, тому через збільшення контактів арабів з античним світом, вони частиною наверталися в юдаїзм, християнство (в тому числі єретичні форми, як-от аріанство, несторіанство тощо). Зокрема у Наджрані існувала велика християнська громада, а царі Хім'яру сповідували юдаїзм у V ст. Це відбувалося безпосередньо перед виникненням ісламу, тобто, в пер. пол. I тисячоліття. Така тенденція могла спричинити засилля іноземців і втрату політичної незалежності. Проте поступово в духовному житті Аравії перемогала ідея самостійності, і врешті-решт виник аравійський феномен — іслам.

## Релігійне значення
Племінна самосвідомість була проблемою арабів, і його основа була доісламською, представленою в приказці про арабів: «підтримуй свого брата, незалежно від того, чи він гнобитель, чи пригноблений». Була розповсюджена помста, подовжуючи тривалість війни до років. Бої спалахували між племенами з різних причин, будь то економічні, війни честі, відновлення справедливості. Іслам впорядковував такі ситуації, позбуваючи арабське суспільство стану хаотичності.
Слово «джагілія» є одним із нововведень Корану. Воно описує людей багатобожжя як основу невігластва та заохочення до знання для мусульман. Тому в Корані місцями це слово згадується як засудження. Були також ті, що прийняли іслам, але досі залишалися вірними колишній вірі. Тому їхні знання залишилися такими, якими вони були з доісламських часів.
З'являється в кількох місцях Корану, і переклади часто використовують різні слова чи словосполучення для його представлення, в українському це «часи невігластва»:
| " | Після смутку Він зіслав вам заспокійливий сон, який торкнувся частини з вас. Інші ж були засмучені думками про себе, несправедливо думаючи про Аллага так, як думали у часи невігластва. Вони говорили: «Чи можемо ми щось вирішувати в цій справі?» Скажи: «Справа цілком належить Аллагу». Вони ховають у своїх думках те, що не бажають відкрити тобі. Вони говорять: «Якби ми справді щось вирішували, то нас отут не вбивали б!» Скажи: «Навіть якби ви залишилися вдома, то ті, кому призначено загинути, неодмінно рушили б до місця своєї загибелі, і Аллаг випробував би те, що у грудях ваших, щоб очистити те, що у серцях ваших!» Аллаг знає те, що в серцях. Аль Імран 3:154 (Якубович) | " |

| " | Невже прагнуть вони суду часів невігластва? Хто ж кращий за Аллага в суді для людей твердо [віруючих]? Аль-Маіда 5:50 (Якубович) | " |

Також Коран містить перестороги щодо повернення до доісламських часів:
| " | Перебуваючи у своїх домівках, не вбирайтеся так, як вбиралися в часи першого невігластва. Звершуйте молитву, давайте закят та коріться Аллагу та Його Посланцю. О люди дому, воістину, Аллаг бажає забрати від вас нечистоту й очистити вас! Аль-Ахзаб 33:33 (Якубович) | " |